# Kanton Avallon
Kanton Avallon (francouzsky Canton d'Avallon) je francouzský kanton v departementu Yonne v regionu Burgundsko-Franche-Comté. Jeho střediskem je obec Avallon. Skládá se z 27 obcí. Před reformou kantonů 2014 ho tvořilo 16 obcí.

## Obce kantonu
od roku 2015:
| - Annay-la-Côte - Annéot - Athie - Avallon - Beauvilliers - Bussières - Chastellux-sur-Cure - Cussy-les-Forges - Domecy-sur-le-Vault - Étaule - Girolles - Island - Lucy-le-Bois - Magny | - Menades - Pontaubert - Provency - Quarré-les-Tombes - Saint-Brancher - Saint-Germain-des-Champs - Saint-Léger-Vauban - Sainte-Magnance - Sauvigny-le-Bois - Sermizelles - Tharot - Thory - Vault-de-Lugny |

před rokem 2015:
| Obec                | Počet obyvatel (2008) | PSČ   | INSEE |
| ------------------- | --------------------- | ----- | ----- |
| Annay-la-Côte       | 361                   | 89200 | 89009 |
| Annéot              | 150                   | 89200 | 89011 |
| Avallon             | 7 321                 | 89200 | 89025 |
| Domecy-sur-le-Vault | 93                    | 89200 | 89146 |
| Étaule              | 414                   | 89200 | 89159 |
| Girolles            | 188                   | 89200 | 89188 |
| Island              | 203                   | 89200 | 89203 |
| Lucy-le-Bois        | 327                   | 89200 | 89232 |
| Magny               | 808                   | 89200 | 89235 |
| Menades             | 54                    | 89450 | 89248 |
| Pontaubert          | 391                   | 89200 | 89306 |
| Sauvigny-le-Bois    | 730                   | 89200 | 89378 |
| Sermizelles         | 274                   | 89200 | 89392 |
| Tharot              | 96                    | 89200 | 89410 |
| Thory               | 192                   | 89200 | 89415 |
| Vault-de-Lugny      | 325                   | 89200 | 89433 |